# Джон Файн
Джон ван Антверп Файн (на английски: John Van Antwerp Fine) е професор по древногръцки език и литература в Принстънския университет. Доктор на науките на Йейлския университет.
Завършва в Принстън през 1940 г., след което е последователно хоноруван преподавател, гостуващ лектор, асистент в университета. Преподава и в Йейл. Пенсионира се през 1972 г.
Автор е на редица изследвания върху историята, поземлените и други собственически отношения в Древна Гърция, средновековната история на Балканите.